# Ly Seo Nung
Ly Seo Nung, né le 17 février 1914 à Mường Khương dans la province de Lào Cai (Protectorat français du Tonkin), est un partisan, maquisard et commando parachutiste, officier de l'armée française.

## Biographie

### Famille et jeunesse
Son père venu de Chine, s'était installé à Mường Khương et travaillait sous les ordres de l'officier français chef de poste comme secrétaire en caractère chinois. À l'âge de 14 ans, le jeune Nung entre comme pensionnaire au collège de Yên Bái, crée par les Français en 1925 pour recevoir les jeunes montagnards non-annamites du Haut Tonkin. Adolescent, il parcourt la Haute région et voyage en Chine.

### Armée française
Après s'être engagé, en 1934, dans l'armée française, il est envoyé au centre d'instruction des cadres de Yên Bái d’où il sort major de sa promotion. Revenu au pays, il sert sous les ordres du lieutenant Cuq et du lieutenant Bazin. Ses qualités sont appréciées et il est désigné pour suivre une instruction de sous-officier à Lang Son[Lequel ?] puis une formation d'officier.  En 1943, il obtient un congé sans solde mais réintègre sa compagnie d'origine, à Mường Khương. Lors du coup de force japonais du 9 mars 1945. Il passe ensuite en Chine où il retrouve le commandant Fournier qu'il avait connu à Pha Long. Puis, avec l'accord de Fournier, il revient seul, en 1945, au Tonkin, ou il tente de mettre ses condisciples à l'abri du brigandage des Chinois, des bandes pro[pas clair] japonaises et des menées révolutionnaires des différentes factions qui s'affrontent. Durant l'été 1947, il accueille les troupes franco-thaï qui reviennent s'établir le long de la frontière de Chine. Meneur d'hommes, chef reconnu par les siens, Ly Seo Nung est alors une des personnalités les plus éminentes de la région. À l'automne 1950, il quitte Lào Cai et accompagne le colonel Coste dans sa retraite vers Lai Châu. Il est très vite recruté par le GCMA dont il devient l'un des meilleurs cadres autochtones. Hoang Chung dit Dzim servira à ses côtés durant toute cette époque.